# Soc Trang (provins)
Soc Trang (vietnamesiska: Sóc Trăng) är en provins i södra Vietnam. Provinsen består av stadsdistriktet Soc Trang (huvudstaden) och åtta landsbygdsdistrikt: Cu Lao Dung, Ke Sach, Long Phu, My Tu, My Xuyen, Nga Nam, Thanh Tri samt Vinh Chau.